# Rhynchoticida tridens
Rhynchoticida tridens är en stekelart som beskrevs av Boucek 1978. Rhynchoticida tridens ingår i släktet Rhynchoticida och familjen gallglanssteklar. Inga underarter finns listade i Catalogue of Life.